# Kuhl un de Gäng
Kuhl un de Gäng ist eine Band aus Köln. Mit ihrer Mundartmusik ist sie unter anderem im Karneval aktiv.

## Bandgeschichte
Die Band wurde 2012 von Schlagzeuger Manuel Pickartz und dem damaligen Sänger Michael Kuhl gegründet. Sie bestand bei der Gründung aus neun Musikern. Neben den beiden Gründern spielten in der Band Hagen Anselm Fritzsche (Keyboard), Michael Dahmen (E-Bass), Tobias Hebbelmann (Keyboard), Yannick Richter (Gitarre), Mathis Petermann (Trompete), David Brück (Saxophon) und Michael Thelen (Posaune).
Ihren ersten Auftritt spielten Kuhl un de Gäng am 10. Juni 2012 auf der Deepejasser Kirmes in Köln. Hier wurde die erste Single Su zum ersten Mal präsentiert. In diesem Jahr erhielt die Band auch ihre erste Auszeichnung. Sie gewannen das Loss mer singe live Casting und erhielt den Publikumspreis der Veranstaltung.
Nachdem 2013 ein Plattenvertrag (2013–2016) mit der Ariola Colonia unterschrieben wurde, veröffentlichte die Band die Singles Ich han dich jään und Fastelovend am Rhing (eine Coverversion von Celebration von Kool & the Gang).
Im Sommer 2014 verließen fünf Musiker die Band und der heutige Frontmann Hubert Pieper sowie der ehemalige Saxophonist Heinrich Frieß kamen dazu. Mit dieser Besetzung veröffentlichte die Band kurz darauf einen ihrer erfolgreichsten Titel Ich han dä Millowitsch jesinn.
Im Jahr 2015 folgten die Singles Raderdoll und Die schönste Mädcher han mir. Die Band spielte erstmals einen Auftritt auf dem Festival Colonia Olé und trat dort erneut 2016 auf. Im Jahr 2016 folgten weitere wichtige Auftritte mit dem Länderfest am Vorabend zum Tag der Deutschen Einheit in Dresden und das erste Unplugged-Konzert im Millowitsch-Theater.
Im Jahr 2017 verließ Michael Kuhl die Band und Gitarrist Hubert Pieper übernahm die Position des Leadsänger. Mit dessen neuen Songs spielte die Band wieder beim Länderfest in Mainz und auch zum ersten Mal beim Festival Jeck im Sunnesching. Die Musik ist seitdem Elektronische Kölsche Musik und nicht mehr Karnevalsmusik.
Am 15. September 2018 veröffentlichte Kuhl un de Gäng ihr Debüt-Album „Gängland“ beim Plattenlabel Hey!band.
2020 stieg der Keyboarder Hagen Anselm Fritzsche aus der Gruppe aus. 2022 verließ Heinrich Frieß die Band.

## Diskographie

### Singles
| Titel                         | Erscheinungsjahr | Label            |
| ----------------------------- | ---------------- | ---------------- |
| Su                            | 2012             | Dabbelju Music   |
| Ich han dich jään             | 2013             | Ariola           |
| Fastelovend am Rhing          | 2013             | Ariola           |
| Ich han dä Millowitsch jesinn | 2014             | Ariola           |
| Raderdoll                     | 2015             | Ariola           |
| Die schönste Mädcher han mir  | 2015             | Ariola           |
| Loss mer springe              | 2016             | Pavement Records |
| Naach zom Daach               | 2017             | Pavement Records |
| Hart                          | 2019             | Goldammer        |
| Bees et Leech usjeiht         | 2019             | Goldammer        |
| Ömwääch                       | 2020             | Goldammer        |
| Rut un Wiess                  | 2021             | Goldammer        |
| Kölsche Party                 | 2022             | Goldammer        |
| Rave City Lights              | 2023             | Goldammer        |
| Spread Alove                  | 2023             | PURE Music       |
| Alles für die Liebe           | 2024             | Goldammer        |

### Alben
| Titel       | Erscheinungsjahr | Label     |
| ----------- | ---------------- | --------- |
| Gängland    | 2018             | Hey!band  |
| Unter Strom | 2019             | Goldammer |

## Auszeichnungen
- 2012: Jurypreis und Publikumspreis des Loss mer singe live Castings